# Metal Works '73–'93
Albums de Judas Priest
Painkiller
(1990) Jugulator
(1997)
Metal Works '73–'93 est une compilation du groupe de heavy metal britannique Judas Priest. Cette compilation regroupe en 2 CD des titres de tous leurs albums studio produits entre la période de 1977 à 1990.
La compilation a été ré-éditée en 2001 avec le même track-list.
L'album est sorti le 18 mai 1993 sous le label Columbia Records.

## Composition
- Rob Halford
- K. K. Downing
- Glenn Tipton
- Ian Hill
- Scott Travis

## Liste des titres

### CD 1
1. The Hellion - 0:41
2. Electric Eye - 3:39
3. Victim of Changes (live)[1]- 7:12
4. Painkiller - 6:06
5. Eat Me Alive - 3:34
6. Devil's Child - 4:48
7. Dissident Aggressor - 3:07
8. Delivering the Goods - 4:16
9. Exciter - 5:34
10. Breaking the Law - 2:35
11. Hell Bent for Leather - 2:41
12. Blood Red Skies - 7:50
13. Metal Gods - 4:00
14. Before the Dawn - 3:23
15. Turbo Lover - 5:33
16. Ram It Down - 4:48
17. Metal Meltdown - 4:48

### CD 2
1. Screaming for Vengeance - 4:43
2. You've Got Another Thing Comin' - 5:09
3. Beyond the Realms of Death - 6:53
4. Solar Angels - 4:04
5. Bloodstone - 3:51
6. Desert Plains - 4:36
7. Wild Nights, Hot & Crazy Days - 4:39
8. Heading Out to the Highway (live)[2]- 4:53
9. Living After Midnight - 3:31
10. A Touch of Evil - 5:45
11. The Rage - 4:44
12. Night Comes Down - 3:58
13. Sinner - 6:43
14. Freewheel Burning - 4:22
15. Night Crawler - 5:45